# Sandefjord Ballklubb
Il Sandefjord Ballklubb è una società calcistica norvegese con sede nella città di Sandefjord. Milita nella 4. divisjon, la quinta divisione del campionato norvegese. Gioca le sue partite casalinghe allo Storstadion. Fu due volte finalista perdente nella Norgesmesterskapet.

## Storia
La squadra militò nella massima divisione del campionato norvegese dal 1948 al 1962 e successivamente dal 1964 al 1965. La squadra raggiunse la finale di Coppa di Norvegia nell'edizione 1957 e nell'edizione 1959, venendo sconfitta in entrambe le circostanze (prima dal Fredrikstad e poi dal Viking).
Il 10 settembre 1998, il club si fuse con i rivali del Runar per formare il Sandefjord Fotball, club che aveva l'obiettivo di riportare la città di Sandefjord nella massima divisione norvegese. Il Sandefjord Ballklubb ripartì allora dalle serie inferiori.
Thorbjørn Svenssen, recordman di presenze della Nazionale norvegese con 104 apparizioni, giocò nel club dal 1945 al 1966.

## Colori e simboli
I colori sociali del club sono giallo e nero. La mascotte del club è un orsacchiotto, vestito con i colori sociali della squadra.

## Palmarès

### Competizioni giovanili
- Norgesmesterskapet G19: 1

1961

### Altri piazzamenti
- Coppa di Norvegia:

Finalista: 1957, 1959
Semifinalista: 1960